# 小豪伊马什
小豪伊马什（匈牙利語：Kishajmás）是匈牙利巴兰尼亚州所辖的一个村。总面积11.76平方公里，总人口208，人口密度17.7人/平方公里（2011年1月1日）。